# Ichneumon haruspex
Ichneumon haruspex là một loài tò vò trong họ Ichneumonidae.